# Fuente de las Conchas

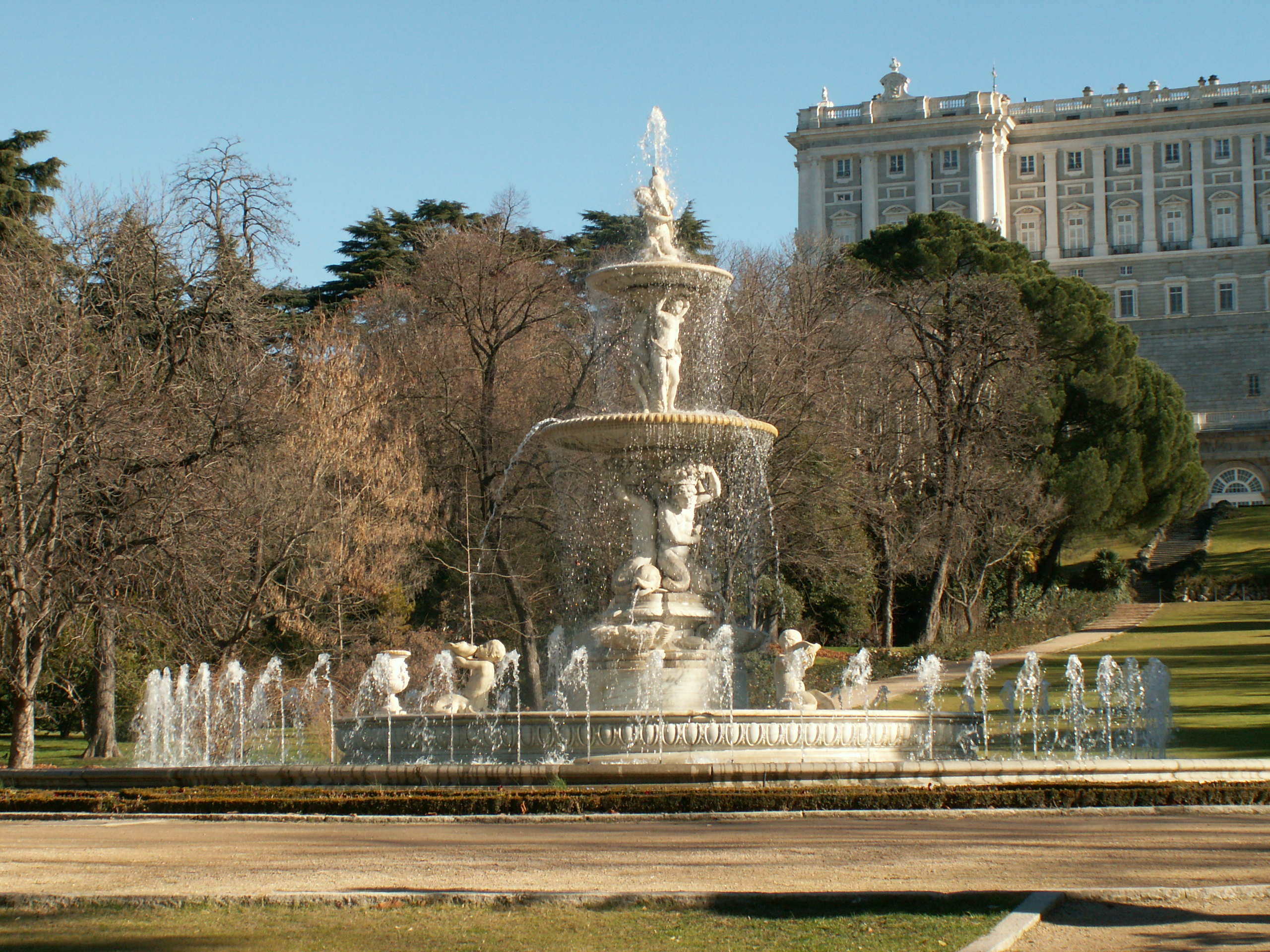
Fuente de las Conchas. Al fondo, la fachada occidental del Palacio Real de Madrid.

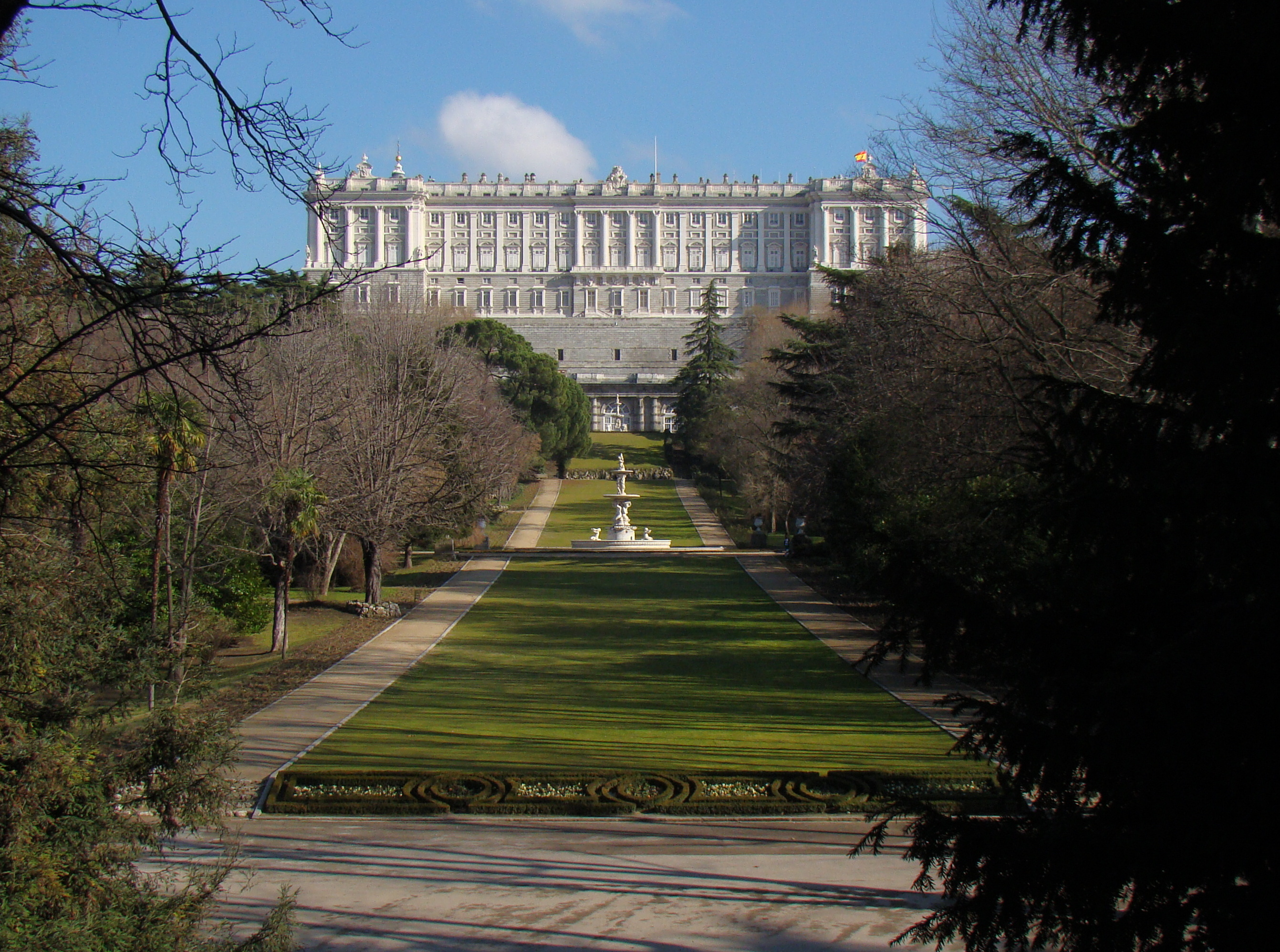
Emplazamiento actual de la Fuente de las Conchas, en el centro del paseo principal del Campo del Moro, que se extiende, cuesta abajo, entre el Palacio Real y el Paseo de la Virgen del Puerto.

La fuente de las Conchas es una fuente monumental de Madrid (España) que se encuentra en los jardines del Campo del Moro, junto al Palacio Real. Fue levantada en el siglo XVIII, a partir de un proyecto del arquitecto Ventura Rodríguez.

## Ubicación
Se enclava en la confluencia de dos de los principales paseos de esta zona ajardinada. El primero de ellos parte de la Cuesta de San Vicente y se adentra en los jardines en dirección norte-sur. El segundo, el más importante del Campo del Moro, se extiende de este a oeste, desde la fachada occidental del palacio hasta el Paseo de la Virgen del Puerto, salvando una pronunciada pendiente.

## Historia
La fuente fue erigida para adornar los jardines del Palacio del Infante don Luis, situado en Boadilla del Monte (Madrid), donde vivió el infante Luis Antonio de Borbón y Farnesio, hijo de Felipe V y hermano de Carlos III, durante el último tercio del siglo XVIII.
El trazado, tanto del edificio como del conjunto ajardinado y sus diferentes elementos ornamentales, fue encargado por el infante a Ventura Rodríguez, quien finalizó las obras en el año 1765. A este arquitecto se debe el diseño de la fuente, mientras que su realización corresponde a los escultores Felipe de Castro y Manuel Álvarez el Griego, siendo finalizada por este último en 1776.
La fuente estuvo emplazada en la cara sur del citado palacio hasta principios del siglo XIX, cuando los herederos del infante, los duques de San Fernando de Quiroga, decidieron regalársela a Fernando VII y su esposa María Cristina, siendo instalada en la Real quinta de Vista Alegre. 
En 1845, el arquitecto Narciso Pascual y Colomer dispuso emplazarla en su actual ubicación, junto con la Fuente de los Tritones (procedente del jardín de la Isla de Aranjuez), dentro de su proyecto de ordenación del Campo del Moro.

## Descripción

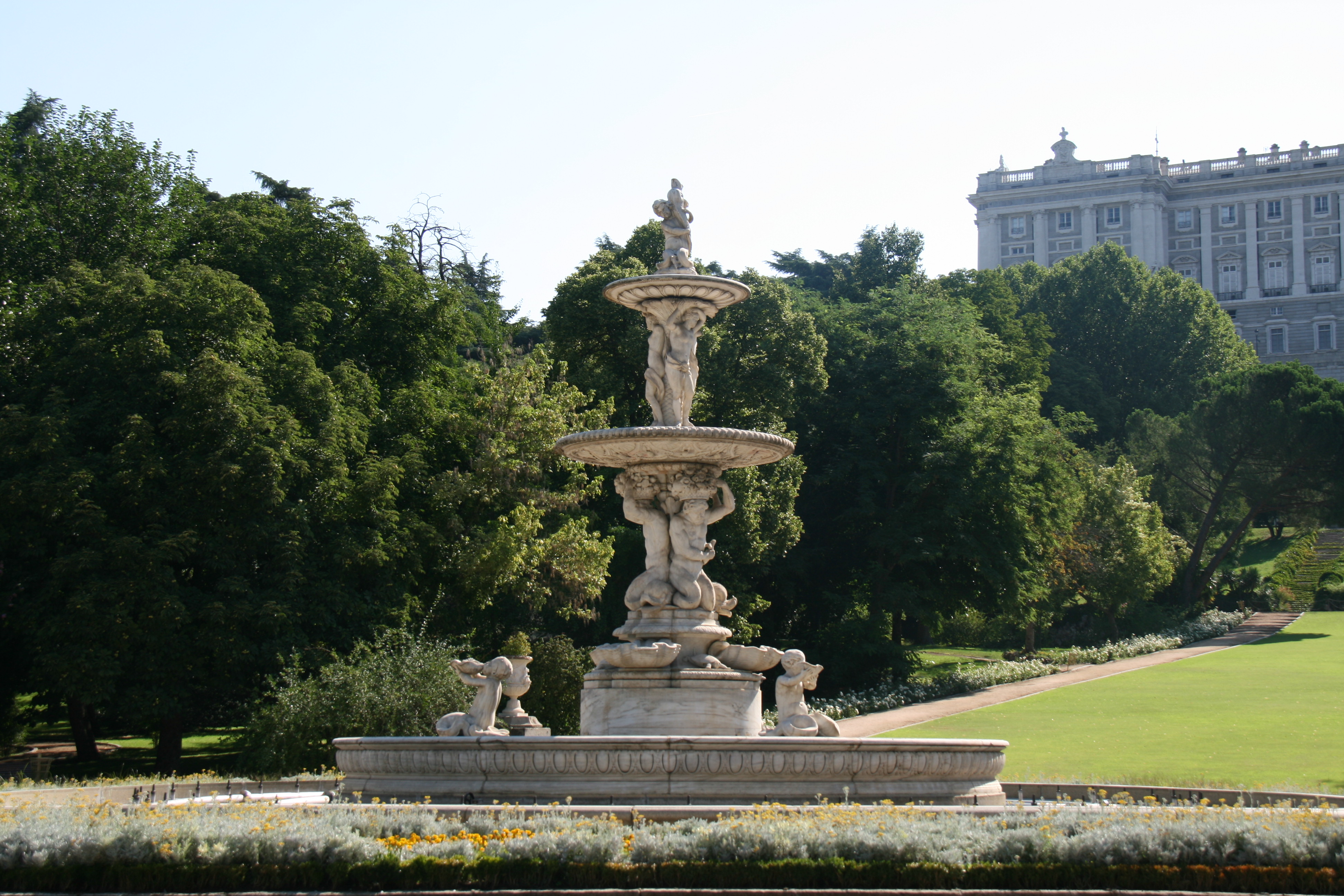
Otra vista de la fuente.

La Fuente de las Conchas está labrada en mármol blanco de Macael. Consta de cuatro cuerpos principales, que se disponen verticalmente, en forma de frutero. 
El inferior, el más ancho de todos ellos, integra un pilón circular, en cuyo interior se asientan las esculturas de tres tritones niños. Cada uno de ellos sujeta una concha, motivo que también está presente en el siguiente cuerpo y que termina dando nombre a todo el conjunto.
En la parte central del pilón descansa una base circular, sobre la que se eleva un grupo escultórico de tres tritones ancianos, cuyas colas (que adoptan en su parte final la forma de una cabeza de delfín) derivan agua hacia diferentes conchas y éstas, a su vez, hacia el pilón. Se trata del segundo cuerpo distinguido.
Los tres tritones ancianos sostienen una taza, donde se apoya el penúltimo de los cuerpos señalados. Aquí aparecen tres ninfas, coronadas por una nueva taza, de menores dimensiones que la anteriormente mencionada.
Sobre esta última taza se sitúa la escultura de un niño abrazado a un delfín, del que brota un surtidor, que remata el conjunto. Es el último de los cuerpos diferenciados.